# Эшер, Мауриц Корнелис
Ма́уриц Корне́лис Э́шер (нидерл. Maurits Cornelis Escher [ˈmʌu̯rɪts kɔrˈneːlɪs ˈɛʃər̥]; 17 июня 1898, Леуварден, Нидерланды — 27 марта 1972, Хилверсюм, Нидерланды) — нидерландский художник-график. Известен прежде всего своими концептуальными литографиями, гравюрами на дереве и металле, в которых он мастерски исследовал пластические аспекты понятий бесконечности и симметрии, а также особенности психологического восприятия сложных трёхмерных объектов, самый яркий представитель имп-арта.

## Биография

### Нидерланды (1898—1922)
Мауриц Эшер (уменьшительное нидерл. Mauk — «Маук») родился 17 июня 1898 года в городе Леуварден, административном центре нидерландской провинции Фрисландия, в семье инженера. Его родителями были Джордж Арнолд Эшер (George Arnold Escher) и Сара Адриана Глейхман-Эшер (Sarah Adriana Gleichman-Escher, вторая жена Джорджа, дочь министра), Мауриц был их младшим сыном (у него было четыре старших брата, Беренд и Эдмонд от первого брака отца, Арнолд и Ян от второго). Семья жила во дворце «Princessehof», в XVIII веке принадлежавшем Марии Луизе Гессен-Кассельской, матери и регентше статхаудера Вильгельма IV. Сейчас в этом дворце открыт музей керамики, во дворе которого стоит стела с изразцами, выполненными Эшером.
В 1903 году семья переехала в Арнем, где с 1907 года мальчик некоторое время учился столярному делу и музыке, в возрасте семи лет он год провёл в детской больнице в приморском городе Зандворт для улучшения слабого здоровья. С 1912 по 1918 год Мауриц учился в средней школе. Хотя с раннего возраста он проявлял способности к рисованию, его успехи в школе были весьма посредственными (в числе прочего, он провалил экзамен и по рисованию). В 1916 году Эшер выполняет свою первую линогравюру, портрет своего отца Дж. А. Эшера.
В 1917 году семья Эшеров переехала в Остербек (пригород Арнема). В то время Эшер и его друзья на протяжении нескольких лет увлекались литературой, Мауриц писал стихи и эссе. Он не смог сдать четыре выпускных экзамена и из-за этого не смог получить аттестата зрелости. Несмотря на отсутствие аттестата, из-за ошибки в голландском законодательстве он смог добиться отсрочки от службы в армии для продолжения учёбы и в 1918 году стал брать уроки архитектуры в Техническом училище Делфта. Из-за плохого здоровья Эшер не справился с учёбой и был отчислен, но в 1919 году всё же поступил в Школу архитектуры и декоративных искусств в Харлеме, которую закончил в 1922 году. Там его учителем был художник Самуэль де Мескита, оказавший на молодого человека огромное влияние. Эшер поддерживал дружеские отношения с Мескитой вплоть до 1944 года, когда Мескита, еврей по происхождению, 1 февраля был вместе с семьёй арестован и отправлен нацистами в Освенцим. Почти сразу после прибытия (предположительно, 11 февраля) Мескита и его жена были умерщвлены в газовой камере. После гибели учителя Эшер помог отправить его работы в амстердамский музей «Стеделейк», оставив у себя лишь один эскиз со следом немецкого сапога, а в 1946 году он организовал в упомянутом музее мемориальную выставку.
Эшер совершенно сознательно выбрал карьеру гравёра, а не художника (маслом). По мнению исследователя его творчества Ханса Лохера, Эшера привлекала возможность получения множества оттисков, которую предоставляли графические техники, так как его уже в раннем возрасте интересовала возможность повторения образов.
В 1921 году Эшер с семьёй посетил Северную Италию и Французскую Ривьеру. Он впервые побывал за границей и получил возможность познакомиться с искусством итальянского Возрождения, которое произвело на него сильнейшее впечатление. Он рисует оливковые деревья, начинает эксперименты со сферами, зеркалами. Его гравюры иллюстрируют юмористический буклет его друга, Ада ван Столка Flor de Pascua («Пасхальный цветок»), вышедший в октябре в Нидерландах. Первой печатной работой, проданной большим тиражом, была «Святой Франциск» (проповедь птицам). Уже в этой книге начинают появляться мотивы, характерные для позднего творчества Эшера, как, например, искажение пространства в его автопортрете в сферическом зеркале.

### Италия (1922—1935)
В апреле 1922 года Эшер с двумя друзьями уезжает в Италию, где к ним присоединилась сестра одного из друзей. По легенде, мать проводила сына словами «Сын мой, не кури слишком много» (Эшер всю жизнь был заядлым курильщиком). Два его друга возвращаются из Флоренции в Нидерланды через пару недель, так как у них закончились средства, и дальше Эшер едет в Сан-Джиминьяно. Он рисует Вольтерру и Сиену, впервые видит флуоресцирующее море, всю весну 1922 года проводит за городом, рисуя пейзажи, растения и насекомых. Посетив также Ассизи, Равенну, Венецию, Падую и Милан, в июне Эшер возвращается в Остербек с намерением окончательно переехать в Италию.
В сентябре 1922 года он на пароходе плывёт в Испанию, где посещает Барселону и Мадрид, присутствует на корриде, а затем едет в Гранаду и изучает в Альгамбре мавританский стиль.
Вернувшись в Италию, он с ноября поселяется в Сиене, где в августе 1923 года проходит его первая персональная выставка, там художнику удалось продать одну свою работу. С ноября 1923 года Эшер живёт в Риме. До 1935 года он каждый год путешествовал по Италии не меньше двух месяцев, посетив Сицилию, Абруццо, Кампанью, а также Корсику, Мальту и Тунис. В этот период он создал множество пейзажей, в перспективе которых уже угадываются будущие геометрические опыты художника.
В марте 1923 года во время путешествия в Равелло Эшер впервые встречается с Йеттой (Джульеттой) Умикер (нем. Jetta Umiker), дочерью швейцарского промышленника (до 1917 года управляющего двумя текстильными фабриками в Нахабине под Москвой). Мауриц объяснился с ней в последний момент, когда семья девушки уже отбывала домой, в Швейцарию; они были помолвлены, а 12 мая 1924 года сыграли свадьбу в Виареджо, в Италии. В свадебное путешествие молодые едут в Остербек, останавливаясь по дороге надолго в Генуе, Аннеси, Париже и Брюсселе, а затем возвращаются жить в Италию и покупают недостроенный дом в Фраскати, около Рима. С октября 1925 года они переезжают в этот дом. 16 октября брат Эшера Арнолд погиб в горах в Южном Тироле; художник был вынужден выезжать на место для опознания тела. Именно после этого Эшер создаёт свои «Дни творения».
В Риме в июле 1926 года у пары рождается сын, Джордж. На крещении ребёнка присутствовали Виктор Эммануил III и Бенито Муссолини. Второй сын, Артур, родился в 1928 году.
В конце 1920-х годов Эшер стал известен в Нидерландах, не в последнюю очередь благодаря стараниям переехавших к тому времени в Гаагу родителей. Так, в 1929 году он смог провести пять выставок в Голландии и Швейцарии, получивших благоприятные отклики и в наиболее влиятельных нидерландских газетах. Именно в этот период картины Эшера впервые были названы механическими и «логическими». С 1931 года художник всё больше обращается к торцовой ксилографии. Всего он создал 448 литографий и гравюр и около 2 000 рисунков и набросков. Несмотря на это, в течение всего итальянского периода Эшер не мог содержать семью на заработки от продажи своих работ и жил на финансовую помощь отца.
В конце 1930 и в 1931 году у Эшера обострились проблемы со здоровьем, создание новых работ замедлилось. Однако Г. Й. Хогеверф (нидерл. G. J. Hoogewerf), директор голландского исторического музея в Риме, предложил ему написать в журналы о нескольких его работах и издать книгу. Отобранные работы были опубликованы в 1932 году в книге Emblemata. В 1933 году кабинет гравюр амстердамского Рейксмюсеума, ведущего музея Нидерландов, приобрёл двадцать шесть произведений Эшера.
Эшеры живут в Италии до 4 июля 1935 года. Из-за ухудшения политического климата в фашистской Италии и из-за проблем со здоровьем девятилетнего сына семья была вынуждена продать дом в Риме и покинуть Италию.

### Швейцария и Бельгия (1935—1941)
Сразу после переезда в Шато-д’Э (Швейцария), летом 1935 года, Эшер заезжает по делам в Гаагу, к родителям, где рисует один из известнейших портретов отца. Жизнь в Швейцарии была дороже, и Эшерам потребовалось некоторое время усердно работать. Йетта вновь стала заниматься фортепиано, Эшер вступил в шахматный клуб. Он пробовал создавать пейзажи, но был разочарован потерей той теплоты, что получалась в пейзажах итальянских. В начале 1936 года он вновь решил отправиться в Южную Европу и предложил одной судоходной компании делать изображения их кораблей и гаваней, в которые те заходят, в обмен на бесплатный проезд. К его удивлению, компания «Адрия» согласилась; Йетта присоединилась к его поездке в мае, а к 1 сентября пара вновь вернулась в Шато-д’Э. Это было последнее большое путешествие художника по средиземноморской Италии. На пароходе они проплыли вдоль побережья Италии и затем в Испанию, где Эшер вторично посетил Альгамбру. К концу 1936 года Эшер создаёт свою первую картину невозможной реальности «Натюрморт и улица».
1937 год является переходным в творчестве Эшера, когда он сменил жанр пейзажа на создание произведений, воплощающих геометрические конструкции.
В августе 1937 года семья, которая так и не смогла привыкнуть к атмосфере сельской Швейцарии, переезжает в Уккел, пригород Брюсселя. Эшер показывает своему брату-кристаллографу Бееру (Беренду) картину, над которой он работает, и тот видит возможности применения этих идей в кристаллографии. В 1938 году Эшер создаёт основу для своей знаменитой литографии «День и ночь».
14 июня 1939 года в Гааге в возрасте 96 лет умирает Джордж Арнолд Эшер, отец художника. Несколькими месяцами позже Эшер создаёт знаменитые «Метаморфозы». 27 мая 1940 умирает Сара Глейхман Эшер. В это время Брюссель уже был оккупирован нацистской Германией, и Эшер не смог присутствовать на похоронах матери. Вторую половину года он обустраивал её финансовые дела, а также выполнял заказ мэрии Лейдена по украшению здания.

### Нидерланды (1941—1972)
В январе 1941 года Эшеры возвращаются в Нидерланды. С 20 февраля 1941 года семейная пара жила в городе Барн (Baarn), в 1955 году они переехали в новый дом в том же городе. Эшер пережил немецкую оккупацию в Нидерландах. Ещё до конца войны он выполнил эскиз диплома для Временной академии в Эйндховене, учебного заведения, существовавшего в освобождённой от оккупации юго-восточной части страны. Сразу после войны Эшер участвовал в выставке художников, отказавшихся сотрудничать с нацистским режимом.
В 1946 году Эшер начинает интересоваться технологией глубокой печати, но она отнимала у него слишком много времени, отчего до 1951 года он выполнил не более семи оттисков в манере меццо-тинто, и более не работал в технике углублённой гравюры, предпочитая тоновые контрасты, а не линейный контур.
В 1949 году Эшер с двумя другими художниками устраивает большую выставку своих графических работ в Роттердаме; ряд произведений продаётся, художники рассказывают об их создании (в частности, Эшер рассказывал, что для создания «Рептилий» он делал маленькую фигурку из пластилина, которую передвигал по столу). После публикации двух статей Эшер стал известен в США, у него в конце 1950 года берёт интервью корреспондент британского журнала «Студио» Израэль Шенкер. Текст интервью был опубликован в феврале 1951 года. В том же году статьи об Эшере публикуют журналы «Тайм» (2 апреля) и «Лайф» (7 мая). С этого момента Эшер, который был популярен в Европе, но мало известен в Америке, получает всемирную известность.

#### Расцвет популярности
В 1950-х годах Эшер приобрёл большую популярность в качестве публичного лектора, а в 1950 году в Вашингтоне проходит первая его персональная выставка в США. После этого резко увеличиваются продажи его произведений в США. Так, в середине 1950-х годов через вашингтонского дилера он продал 150 отпечатков на сумму 2125 долларов. Художник много путешествует, с 1954 по 1961 год он совершает ежегодно как минимум одно путешествие на корабле, обычно в Италию. В 1954 году большая выставка его работ проходит в музее «Стеделейк» одновременно со Всемирным математическим конгрессом в Амстердаме. В результате значительно сокращается время для создания произведений — в 1954 году Эшер выполнил только две работы.
27 апреля 1955 года королева Вильгельмина производит Эшера в рыцари (пятая степень, рыцарь ордена Оранских-Нассау). В 1957 году художнику заказывают фреску в Утрехте, работа над ней продолжалась почти весь 1958 год. В октябре 1958 года Джордж Эшер заканчивает университет и эмигрирует в Канаду.
После изучения статьи геометра Дональда Коксетера из Оттавы, который проиллюстрировал систему образцов, уменьшающихся по мере удаления от центра (гиперболические замощения плоскости), Эшер создаёт ряд работ (эффект Коксетера наблюдается как минимум в шести, в частности, «Предел — круг») с уменьшением объектов при приближении к центру или при удалении от него.
В 1959 году художник встретился с химиком и кристаллографом Каролиной Макгиллаври и по её приглашению в августе 1960 года выступает с лекцией о симметрии на международной кристаллографической конференции в Кембридже. 29 августа он плывёт в Ванкувер, в октябре выступает с лекциями в Оттаве и Массачусетском технологическом институте. В то же время художник получает опубликованную годом ранее статью Лайонела Пенроуза и Роджера Пенроуза из «Британского журнала психологии» и под влиянием описанного в статье эффекта «лестницы Пенроуза» создаёт картину «Спускаясь и поднимаясь». В 1958 году публикуется Regelmatige vlakverdeling («Правильное деление плоскостей»), в 1959 году — Grafik en Tekeningen («Графические работы»), в которой 76 работ прокомментировал сам художник.
29 июля 1961 года во влиятельном еженедельном журнале «Сатердей ивнинг пост» была напечатана большая статья Эрнста Гомбриха о творчестве Эшера.

#### Последние годы
В 1962 году художник переносит срочную операцию и долгое время пребывает в госпитале. В 1964 году Эшер снова отправляется в Канаду, чтобы повидать сына и прочитать несколько лекций, но почти сразу попадает в Торонто на операцию и затем возвращается в Европу. После этого его здоровье ухудшается, и в конце 1960-х годов он нуждается в постоянном уходе.
В 1965 году Эшер получает художественную премию города Хилверсюм (нидерл. Hilversumse Cultuurpreis), а Каролина Макгиллаври публикует книгу «Symmetry Aspects of M. C. Escher’s Periodic Drawings» («Симметричные аспекты периодических рисунков Эшера»). В октябрьском номере научно-популярного журнала «Сайентифик америкэн» за 1967 год выходит статья, посвящённая творчеству Эшера. В 1967 году королева Юлиана производит Эшера в рыцарский чин четвёртой степени (офицер ордена Оранье-Нассау). В 1968 году в Гааге была организована ретроспектива в честь 70-летия Эшера; в конце того же года Йетта, которая так никогда и не была довольна жизнью в Голландии, возвращается в Швейцарию. Хотя формально супруги не разводились, они больше никогда не жили вместе.
В июле 1969 года Эшер создаёт свою последнюю гравюру на дереве — «Змеи». В 1970 году происходят ещё одна операция и госпитализация, Эшер переезжает в дом для престарелых художников «Роса Спир хёйс» (нидерл. Rosa Spier Huis) в городе Ларен, около Хилверсюма. На Всемирной выставке в Осаке демонстрируется фильм о его творчестве.
В 1971 году публикуется «De werelden van M. C. Escher» («Миры Эшера»), книга ещё при жизни художника была переведена на английский язык.
Эшер скончался 27 марта 1972 года в госпитале «Диаконессехёйс» (нидерл. Diakonessehuis) в Хилверсюме от рака кишечника. Похоронен в Барне на кладбище Ниве алхемеен бехраафсплаатц (нидерл. Nieuwe Algemeen Begraafsplaats).

## Творчество
Хотя я абсолютно несведущ в точных науках, мне иногда кажется, что я ближе к математикам, чем к моим коллегам-художникам.
Для сюжетов «классических» произведений Эшера («Рисующие руки», «Метаморфозы», «День и ночь», «Рептилии», «Встреча», «Дом с лестницей» и т. д.) характерно остроумное осмысление логических и пластических парадоксов. В сочетании с виртуозной техникой это производит сильнейшее впечатление. Многие графические и концептуальные находки Эшера вошли в число символов XX века и впоследствии неоднократно воспроизводились или «цитировались» другими художниками.
В то же самое время работы Эшера подчёркнуто относятся к элитарному искусству. Это даже вызывало критику его творчества как непонятного рядовому зрителю.
В процессе работы художник брал идеи из математических статей, в которых рассказывалось о мозаичном разбиении плоскости, проецировании трёхмерных фигур на плоскость, неевклидовой геометрии, «невозможных фигурах», логике трёхмерного пространства. Хотя Эшер не принадлежал к основному потоку авангардного искусства XX века, считается, что его творчество следует рассматривать в контексте теории относительности Эйнштейна, фрейдовского психоанализа, кубизма и прочих достижений в области соотношений пространства, времени и их тождественности.
Одним из самых выдающихся аспектов творчества Эшера является изображение «метаморфоз», фигурирующих в разных формах во множестве работ. Художник подробно исследует постепенность перехода от одной геометрической фигуры к другой, посредством незначительных изменений в очертаниях. Кроме того, Эшер неоднократно рисовал метаморфозы, происходящие с живыми существами (птицы превращаются у него в рыб и прочее) и даже «одушевлял» в ходе метаморфоз неодушевлённые предметы, превращая их в живые существа.
Мауриц Эшер одним из первых стал изображать в своих мозаичных картинах фракталы. Во время XII Всемирного Математического Конгресса в Амстердаме в 1954 году была открыта выставка работ Эшера. Математическое описание фракталов было предложено только в 1970-е годы (термин «фрактал» был введён в 1975 году).
На множестве картин Эшера происходит демонстрация упорядоченного сечения плоскости или заполнение её тождественными формами, которые без зазоров, плотно, прилегают друг к другу (навеяно «мавританским» средневековым стилем).
Так как сам Эшер рисовал левой рукой, хотя писал правой, он активно интересовался проблемой леворукости.

### Пейзажи
Во время пребывания в Италии, Швейцарии и Бельгии Эшер создал несколько десятков пейзажей, в основном ксилографий, тщательно прорисованных и выполненных в абсолютно реалистическом стиле (исключением является ранняя литография «Лес около Ментона», напоминающий раннее творчество Пита Мондриана). Это в основном результаты путешествий Эшера по Италии, на Корсику и на Мальту. В 1939 году он также выполнил серию видов Делфта. Но в этих пейзажах, например, «Бонифачо, Корсика» или «Сиенские крыши», уже просматривается необычная перспектива: виды городов даются сверху или с большого расстояния. В поздних работах Маурица Эшера эта перспектива была развита для создания оптических иллюзий.

### Мозаики
Математически доказано, что регулярное замощение плоскости возможно только тремя правильными многоугольниками: треугольником, квадратом и шестиугольником. Эшер интересовался как регулярными мозаиками, так и нерегулярными. Кроме того, что художник использовал нерегулярные мозаики (образующие неповторяющиеся узоры), он много работал с метаморфозами, изменяя многоугольники под зооморфные формы, заполняющие поверхность. Интерес к мозаикам проявился в 1936 во время путешествия в Испании под влиянием геометрических орнаментов Альгамбры.
Художник не только интересовался нерегулярным заполнением плоскости, называя это игрой, он совмещал эксперименты с заполнением плоскости с экспериментами с переходами плоскости в объём и наоборот («Рептилии»).

### Многогранники
Многогранники в работах Эшера играют роль как основной фигуры, так и вспомогательных элементов. В работах «Порядок и хаос» и «Звёзды» художник использует негеометрические формы для усиления впечатления от правильности центральных фигур: в первой из упомянутых работ в символе порядка и красоты отражается хаотическое собрание ненужных, сломанных, разбитых предметов, а во второй в конструкции из трёх правильных полых октаэдров живут два хамелеона.
Многоугольники, как и сферы, используются в работах Эшера для создания перспективы. Последней литографией в серии многоугольников была «Гравитация». На ней изображён додекаэдр, образованный двенадцатью плоскими пятиконечными звёздами. На каждой из площадок живёт длинношеее четырёхногое бесхвостое фантастическое животное; его туловище находится в пирамиде, в отверстия которой оно высовывает конечности, верхушка пирамиды является одной из стен жилища соседнего чудовища. Пирамиды одновременно выступают и как стены, и как полы: литография служит переходом к группе относительности.

### Спирали
Основных видов спиралей, используемых Эшером в своих работах, можно назвать три: спирали-мозаики (например, гравюра «Водовороты», в которой художник работал над бесконечным множеством применительно к заполнению поверхности), образование поверхности (например, в гравюре «Сферические спирали» изображены 4 ленты, образующие сферическую поверхность, проходящие от полюса к полюсу, бесконечно малые на полюсах и широкие к экватору), закручивание спиралей самих в себя (работа «Спирали»).

### Форма пространства
Эшера волновали особенности перехода от плоскости к пространству, взаимодействие имеющих определённую форму двухмерных фигур и трёхмерных существ, способных передвигаться в пространстве. Эшер стремился иллюстрировать динамику явления и видел абсурд в том, что несколько проведённых линий могут восприниматься глазом как объёмная фигура. Примером работы, в которой художник изучал такое восприятие — в работе «Три пересекающиеся плоскости», где каждая плоскость, составленная из квадратных плиток, расположенных в шахматном порядке, сокращается в перспективе до точки, три получившиеся точки образуют равносторонний треугольник. Помимо этого, Эшер работал над заполнением пространства; на его взгляд, из созданных на эту тему работ идеальной по композиции может считаться третий «Предел круга» (рыбоподобные фигуры уменьшаются при удалении от центра круга, плотно заполняя при этом поверхность; подобное уменьшение может быть бесконечным; при этом картина демонстрирует один из видов неевклидова пространства, описанный Анри Пуанкаре: теоретически находящийся в этом пространстве человек не будет чувствовать ничего необычного, но не сможет нарисовать фигуры с четырьмя прямыми углами, соединёнными прямыми линиями, так как в этом пространстве не существует квадратов и прямоугольников).
Из известных работ Эшера, связанных с формой пространства, можно назвать также его ленты Мёбиуса.

### Логика пространства
В качестве картины, в которой исследуется и логика пространства, и его топология, можно назвать литографию «Выставка гравюр». Центральная часть пространства растянута, при этом оно изгибается по часовой стрелке вокруг незаполненного центра. Справа снизу вход; следуя взглядом по галерее, читатель выходит на левый нижний угол, в котором стоит юноша, по размерам раза в четыре больше первого. Юноша рассматривает пароход, изображённый на гравюре, которая идёт влево; на ней изображены лодки, канал, дома; из одного из окон выглядывает женщина, которая смотрит… на крышу галереи, в которой находится юноша.
Художник создавал на своих картинах оптические иллюзии, в основном с помощью светотени. Например, на картине «Куб с полосками» невозможно определить, в какую сторону обращены объёмные «пуговицы», расположенные на ленте. Кроме того, «игрой» с логикой пространства являются картины Эшера, на которых изображены различные «невозможные фигуры»; Эшер изображал их как отдельно, так и в сюжетных литографиях и гравюрах, самой примечательной из которых является, вероятно, литография «Водопад», основанная на невозможном треугольнике (треугольник Пенроуза). Водопад играет роль вечного двигателя, а башни кажутся одинаковой высоты, хотя в каждой из них на этаж меньше, чем в соседней. Две другие гравюры Эшера с невозможными фигурами — «Бельведер» и «Спускаясь и поднимаясь». Все три созданы между 1958 и 1961 годами.
Эшер работает с проблемами перспективы, начиная с ранних гравюр («Вавилонская башня»); спустя десятилетия после её создания работа над перспективой велась уже не ради интересных ракурсов, но и для создания полуабсурдных произведений, позволяющих рассмотреть один и тот же объект с разных точек в рамках единой картины («Другой мир II», «Выше и ниже»). Например, на литографии «Выше и ниже» художник разместил сразу пять «точек исчезновения» (точек, которые «сообщают» глазу человека о бесконечности пространства).

### Самовоспроизведение и информация
Наиболее полное исследование этого вопроса в творчестве художника освещено в книге Дугласа Хофштадтера «Гёдель, Эшер, Бах: эта бесконечная гирлянда» («Gödel, Escher, Bach: An Eternal Golden Braid»), выпущенной в 1980 году и награждённой Пулитцеровской премией.
Наиболее очевидна тема самовоспроизведения в литографии «Рисующие руки»: хорошо прорисованы кисти рук, выходящие из ещё лишь набросанных манжетов; каждая из кистей рук рисует манжет соседней руки. Возникает «странная петля», в которой уровни рисующего и рисуемого взаимно замыкаются друг на друге.
Группу картин Эшера Хофштадтер называет «рекурсивными», в них «фон может рассматриваться как отдельный самостоятельный рисунок», а первый рисунок по отношению ко второму является фоном.

### Дизайн
За свою жизнь Эшер создал большое количество дизайнерских работ по заказам разных организаций. Самым большим (длина 48 м) является произведение «Метаморфоза III», выполненное в 1968 году (открыто для публики 20 февраля 1969 года) по заказу Королевской Почты Нидерландов (PTT) и состоящее из соединения различных мотивов и цветов (фактически является сильно увеличенной версией работы 1939 года «Метаморфоза II»). Долгое время оно висело в Гааге в почтовом отделении на площади Керкплейн, но 17 января 2008 года в связи с переездом почтового отделения было перенесено в аэропорт Схипхол, где висит в одном из залов вылета
Среди прочего, Эшер также выполнил дизайн обёрточной бумаги для нескольких компаний, в том числе для крупной сети нидерландских магазинов De Bijenkorf, почтовых марок, денежных банкнот, экслибрисов для своих друзей, плафона для главного здания компании Philips в Эйндховене, трёх колонн для школы в Гааге и рельефа для другой школы, также в Гааге. Большая часть этих проектов не была реализована.

## Наследие и влияние
В 1968 году, за 4 года до смерти, Эшер создал фонд The M. C. Escher Foundation для того, «чтобы сохранить его наследие». The M. C. Escher Foundation продолжает организовывать выставки работ художника, выпускать книги и фильмы о нём и его работах. Однако фонд не наследовал его авторские права.
В качестве владельца авторских прав выступает The M. C. Escher Company B. V. Этот фонд управляет всеми авторскими правами на работы Эшера, включая все изображения и текст, как устный, так и письменный. Несмотря на то, что он базируется в Нидерландах, The M. C. Escher Company B. V. принимает весьма активное участие в устранении нарушений авторских прав в США. В частности, фонд недавно выиграл дело против американской торговой фирмы Rock Walker.
В 2002 году в Гааге, в бывшем королевском дворце, ранее использовавшемся как выставочный зал (нидерл. Het Paleis), открылся музей Эшера, в котором выставлены его наиболее известные графические работы.
Образ литографии «Относительность» регулярно используется в других художественных произведениях: он присутствует в одной из комнат Города Гоблинов в фильме «Лабиринт», персонажи мультсериала «Футурама» в серии «I, Roommate» во время поисков квартиры одному из героев посещают в том числе «эшеровский» дом, образ присутствует в клипе Red Hot Chili Peppers на песню Otherside.

### Список работ[30]
| \| Название \| Форма \| Год \| \| ----------------------------------- \| ---------------------- \| ------------- \| \| Отец Эшера \| линогравюра \| 1916 \| \| Экслибрис Бастиан Кист \| линогравюра \| 1916 \| \| Хризантема \| линогравюра \| 1916 \| \| Голова ребёнка \| линогравюра \| 1916 \| \| Череп \| линогравюра \| 1917 \| \| Железнодорожный мост, Остербек \| гравюра \| 1917 \| \| Талисман \| гравюра \| 1917 \| \| Мужчина \| линогравюра \| 1917 \| \| Автопортрет \| линогравюра \| 1917 \| \| Ребёнок \| линогравюра \| 1917 \| \| Молодая молочница \| линогравюра \| 1917 \| \| Экслибрис \| линогравюра \| 1917 \| \| Автопортрет \| линогравюра \| 1917 \| \| Кувшин \| линогравюра \| 1917 \| \| Старьёвщик \| линогравюра \| 1918 \| \| Фит ван Столк \| линогравюра \| 1918 \| \| Волны \| линогравюра \| 1918 \| \| Автопортрет \| линогравюра \| 1918 \| \| Белый кот \| продольная ксилография \| 1919 \| \| Дуб Бордер \| линогравюра \| 1919 \| \| Портрет \| линогравюра \| 1919 \| \| Сидящий мужчина с котом на коленях \| продольная ксилография \| 1919 \| \| Дерево \| продольная ксилография \| 1919 \| \| Автопортрет \| продольная ксилография \| 1919 \| \| Попугай \| линогравюра \| 1919 \| \| Белый кот \| продольная ксилография \| 1919 \| \| Ракушка \| продольная ксилография \| 1919 или 1920 \| \| Автопортрет в кресле \| продольная ксилография \| 1920 \| \| Кролики \| продольная ксилография \| 1920 \| \| Обнажённая женщина на фоне пейзажа \| продольная ксилография \| 1920 \| \| Дикий Запад \| продольная ксилография \| 1920 \| \| Падение мужчины \| продольная ксилография \| 1920 \| \| Отец Эшера с увеличительным стеклом \| литография \| 1920 \| \| Портрет мужчины \| продольная ксилография \| 1920 \| \| Стоящий человек \| продольная ксилография \| 1920 \| \| Сидящая пожилая женщина \| продольная ксилография \| 1920 \| \| Цветок \| гравюра \| 1920 \| \| Сидящая обнажённая женщина \| продольная ксилография \| 1920 или 1921 \| \| Сидящая обнажённая женщина \| продольная ксилография \| 1920 или 1921 \| \| Сидящая обнажённая женщина \| продольная ксилография \| 1920 или 1921 \| \| Роси Инген Хаус \| литография \| 1920 или 1921 \| \| Эмблема \| литография \| 1920 или 1921 \| \| Заливка с фигурой человека \| литография \| 1920 или 1921 \| \| Рай \| продольная ксилография \| 1920 \| \| Сидящая обнажённая женщина \| продольная ксилография \| 1921 \| \| Сидящая обнажённая женщина \| линогравюра \| 1921 \| \| Рука с еловой шишкой \| продольная ксилография \| 1921 \| \| Лес около Ментона \| продольная ксилография \| 1921 \| \| Святой Франциск \| продольная ксилография \| 1922 \| \| Восемь голов, одиночный элемент \| продольная ксилография \| 1922 \| \| Восемь голов \| продольная ксилография \| 1922 \| \| Орёл (виньетка) \| продольная ксилография \| 1922 \| |                        |               |
| Название | Форма                  | Год           |
| Отец Эшера | линогравюра            | 1916          |
| Экслибрис Бастиан Кист | линогравюра            | 1916          |
| Хризантема | линогравюра            | 1916          |
| Голова ребёнка | линогравюра            | 1916          |
| Череп | линогравюра            | 1917          |
| Железнодорожный мост, Остербек | гравюра                | 1917          |
| Талисман | гравюра                | 1917          |
| Мужчина | линогравюра            | 1917          |
| Автопортрет | линогравюра            | 1917          |
| Ребёнок | линогравюра            | 1917          |
| Молодая молочница | линогравюра            | 1917          |
| Экслибрис | линогравюра            | 1917          |
| Автопортрет | линогравюра            | 1917          |
| Кувшин | линогравюра            | 1917          |
| Старьёвщик | линогравюра            | 1918          |
| Фит ван Столк | линогравюра            | 1918          |
| Волны | линогравюра            | 1918          |
| Автопортрет | линогравюра            | 1918          |
| Белый кот | продольная ксилография | 1919          |
| Дуб Бордер | линогравюра            | 1919          |
| Портрет | линогравюра            | 1919          |
| Сидящий мужчина с котом на коленях | продольная ксилография | 1919          |
| Дерево | продольная ксилография | 1919          |
| Автопортрет | продольная ксилография | 1919          |
| Попугай | линогравюра            | 1919          |
| Белый кот | продольная ксилография | 1919          |
| Ракушка | продольная ксилография | 1919 или 1920 |
| Автопортрет в кресле | продольная ксилография | 1920          |
| Кролики | продольная ксилография | 1920          |
| Обнажённая женщина на фоне пейзажа | продольная ксилография | 1920          |
| Дикий Запад | продольная ксилография | 1920          |
| Падение мужчины | продольная ксилография | 1920          |
| Отец Эшера с увеличительным стеклом | литография             | 1920          |
| Портрет мужчины | продольная ксилография | 1920          |
| Стоящий человек | продольная ксилография | 1920          |
| Сидящая пожилая женщина | продольная ксилография | 1920          |
| Цветок | гравюра                | 1920          |
| Сидящая обнажённая женщина | продольная ксилография | 1920 или 1921 |
| Сидящая обнажённая женщина | продольная ксилография | 1920 или 1921 |
| Сидящая обнажённая женщина | продольная ксилография | 1920 или 1921 |
| Роси Инген Хаус | литография             | 1920 или 1921 |
| Эмблема | литография             | 1920 или 1921 |
| Заливка с фигурой человека | литография             | 1920 или 1921 |
| Рай | продольная ксилография | 1920          |
| Сидящая обнажённая женщина | продольная ксилография | 1921          |
| Сидящая обнажённая женщина | линогравюра            | 1921          |
| Рука с еловой шишкой | продольная ксилография | 1921          |
| Лес около Ментона | продольная ксилография | 1921          |
| Святой Франциск | продольная ксилография | 1922          |
| Восемь голов, одиночный элемент | продольная ксилография | 1922          |
| Восемь голов | продольная ксилография | 1922          |
| Орёл (виньетка) | продольная ксилография | 1922          |

| \| Название \| Форма \| Год \| \| --------------------------------------------------------------- \| ---------------------- \| ---- \| \| Крыши Сиены \| продольная ксилография \| 1922 \| \| Сан-Джиминьяно \| продольная ксилография \| 1923 \| \| Дельфины \| продольная ксилография \| 1923 \| \| Автопортрет \| продольная ксилография \| 1922 \| \| Портрет Йетты («Женщина с цветком») \| продольная ксилография \| 1925 \| \| Виторкьяно нель Чимино \| продольная ксилография \| 1925 \| \| Первый день Сотворения Мира \| продольная ксилография \| 1925 \| \| Шестой день Сотворения Мира \| продольная ксилография \| 1926 \| \| Грехопадение \| продольная ксилография \| 1927 \| \| Процессия в склепе \| продольная ксилография \| 1927 \| \| Рим \| продольная ксилография \| 1927 \| \| Воздушный замок \| продольная ксилография \| 1928 \| \| Вавилонская башня \| литография \| 1928 \| \| Фара Сан-Мартино, Абруцци \| продольная ксилография \| 1928 \| \| Бонифачо, Корсика \| продольная ксилография \| 1928 \| \| Корте, Корсика \| продольная ксилография \| 1929 \| \| Город в Южной Италии \| продольная ксилография \| 1929 \| \| Затопленный собор \| продольная ксилография \| 1929 \| \| Младенец Артур Эшер \| продольная ксилография \| 1929 \| \| Автопортрет \| литография \| 1929 \| \| Барбарано, Чимино \| литография \| 1929 \| \| Улица в Сканно, Абруццо \| продольная ксилография \| 1930 \| \| Кастровальва \| литография \| 1930 \| \| Мост \| литография \| 1930 \| \| Морано, Калабрия \| продольная ксилография \| 1930 \| \| Фиумара, Калабрия \| литография \| 1930 \| \| Тропеа, Калабрия \| литография \| 1931 \| \| Монастырь рядом с Рокка Империале, Калабрия \| литография \| 1931 \| \| Атрани, берег Амальфи \| литография \| 1931 \| \| Крытая аллея в Атрани \| поперечная ксилография \| 1931 \| \| Равелло и берег Амальфи \| литография \| 1931 \| \| Берег Амальфи \| продольная ксилография \| 1931 \| \| Ферма, Равелло \| литография \| 1931 \| \| Сан-Козимо, Равелло \| литография \| 1932 \| \| Турелло, Южная Италия \| литография \| 1932 \| \| Порта-Мария-дель-Оспедале, Равелло \| поперечная ксилография \| 1932 \| \| Лев на фонтане площади в Равелло \| поперечная ксилография \| 1932 \| \| Сан-Микеле-деи-Фризоне, Рим \| литография \| 1932 \| \| Мумифицированные священники в Ганджи, Сицилия \| литография \| 1932 \| \| Замок Седжесте, Сицилия \| поперечная ксилография \| 1932 \| \| Пещерный город около Сперлинга, в Сицилии \| продольная ксилография \| 1933 \| \| Пальма \| поперечная ксилография \| 1933 \| \| Кальтавутуро в горах Мадони, Сицилия \| литография \| 1933 \| \| Монастырь в Монреале, Сицилия \| продольная ксилография \| 1933 \| \| Поток лавы из Этны в 1928 году, Сицилия \| литография \| 1933 \| \| Пинета Кальви, Корсика \| продольная ксилография \| 1933 \| \| Флюоресцирующее море \| литография \| 1933 \| \| Фейерверк \| литография \| 1933 \| \| Старая олива, Корсика \| поперечная ксилография \| 1934 \| \| Нонза, Корсика \| литография \| 1934 \| \| Натюрморт со стеклом \| литография \| 1934 \| \| Ночной Рим: Колоннада Святого Петра \| продольная ксилография \| 1934 \| \| Ночной Рим: Санта-Мария-дель-Пополо \| продольная ксилография \| 1934 \| \| Ночной Рим: Колонна Траяна \| продольная ксилография \| 1934 \| \| Ночной Рим: Базилика Константина \| продольная ксилография \| 1934 \| \| Ночной Рим: Замок Святого Анжело \| продольная ксилография \| 1934 \| \| Ночной Рим: Колизей \| продольная ксилография \| 1934 \| \| Аэроплан над снежным пейзажем \| продольная ксилография \| 1934 \| \| Натюрморт с отражающим шаром \| литография \| 1934 \| \| Портрет инженера Г. А. Эшера, отца художника, в возрасте 92 лет \| литография \| 1935 \| \| Рука с отражающим шаром \| литография \| 1935 \| \| Собор Святого Петра, Рим \| продольная ксилография \| 1935 \| \| Сенгела, Мальта \| продольная ксилография \| 1935 \| \| Ад (копия картины Иеронима Босха) \| литография \| 1935 \| \| Сон \| продольная ксилография \| 1935 \| |                        |      |
| Название | Форма                  | Год  |
| Крыши Сиены | продольная ксилография | 1922 |
| Сан-Джиминьяно | продольная ксилография | 1923 |
| Дельфины | продольная ксилография | 1923 |
| Автопортрет | продольная ксилография | 1922 |
| Портрет Йетты («Женщина с цветком») | продольная ксилография | 1925 |
| Виторкьяно нель Чимино | продольная ксилография | 1925 |
| Первый день Сотворения Мира | продольная ксилография | 1925 |
| Шестой день Сотворения Мира | продольная ксилография | 1926 |
| Грехопадение | продольная ксилография | 1927 |
| Процессия в склепе | продольная ксилография | 1927 |
| Рим | продольная ксилография | 1927 |
| Воздушный замок | продольная ксилография | 1928 |
| Вавилонская башня | литография             | 1928 |
| Фара Сан-Мартино, Абруцци | продольная ксилография | 1928 |
| Бонифачо, Корсика | продольная ксилография | 1928 |
| Корте, Корсика | продольная ксилография | 1929 |
| Город в Южной Италии | продольная ксилография | 1929 |
| Затопленный собор | продольная ксилография | 1929 |
| Младенец Артур Эшер | продольная ксилография | 1929 |
| Автопортрет | литография             | 1929 |
| Барбарано, Чимино | литография             | 1929 |
| Улица в Сканно, Абруццо | продольная ксилография | 1930 |
| Кастровальва | литография             | 1930 |
| Мост | литография             | 1930 |
| Морано, Калабрия | продольная ксилография | 1930 |
| Фиумара, Калабрия | литография             | 1930 |
| Тропеа, Калабрия | литография             | 1931 |
| Монастырь рядом с Рокка Империале, Калабрия | литография             | 1931 |
| Атрани, берег Амальфи | литография             | 1931 |
| Крытая аллея в Атрани | поперечная ксилография | 1931 |
| Равелло и берег Амальфи | литография             | 1931 |
| Берег Амальфи | продольная ксилография | 1931 |
| Ферма, Равелло | литография             | 1931 |
| Сан-Козимо, Равелло | литография             | 1932 |
| Турелло, Южная Италия | литография             | 1932 |
| Порта-Мария-дель-Оспедале, Равелло | поперечная ксилография | 1932 |
| Лев на фонтане площади в Равелло | поперечная ксилография | 1932 |
| Сан-Микеле-деи-Фризоне, Рим | литография             | 1932 |
| Мумифицированные священники в Ганджи, Сицилия | литография             | 1932 |
| Замок Седжесте, Сицилия | поперечная ксилография | 1932 |
| Пещерный город около Сперлинга, в Сицилии | продольная ксилография | 1933 |
| Пальма | поперечная ксилография | 1933 |
| Кальтавутуро в горах Мадони, Сицилия | литография             | 1933 |
| Монастырь в Монреале, Сицилия | продольная ксилография | 1933 |
| Поток лавы из Этны в 1928 году, Сицилия | литография             | 1933 |
| Пинета Кальви, Корсика | продольная ксилография | 1933 |
| Флюоресцирующее море | литография             | 1933 |
| Фейерверк | литография             | 1933 |
| Старая олива, Корсика | поперечная ксилография | 1934 |
| Нонза, Корсика | литография             | 1934 |
| Натюрморт со стеклом | литография             | 1934 |
| Ночной Рим: Колоннада Святого Петра | продольная ксилография | 1934 |
| Ночной Рим: Санта-Мария-дель-Пополо | продольная ксилография | 1934 |
| Ночной Рим: Колонна Траяна | продольная ксилография | 1934 |
| Ночной Рим: Базилика Константина | продольная ксилография | 1934 |
| Ночной Рим: Замок Святого Анжело | продольная ксилография | 1934 |
| Ночной Рим: Колизей | продольная ксилография | 1934 |
| Аэроплан над снежным пейзажем | продольная ксилография | 1934 |
| Натюрморт с отражающим шаром | литография             | 1934 |
| Портрет инженера Г. А. Эшера, отца художника, в возрасте 92 лет | литография             | 1935 |
| Рука с отражающим шаром | литография             | 1935 |
| Собор Святого Петра, Рим | продольная ксилография | 1935 |
| Сенгела, Мальта | продольная ксилография | 1935 |
| Ад (копия картины Иеронима Босха) | литография             | 1935 |
| Сон | продольная ксилография | 1935 |

| \| Название \| Форма \| Год \| \| ----------------------------------- \| ---------------------- \| --------- \| \| Снег \| литография \| 1936 \| \| Колючий цветок \| поперечная ксилография \| 1936 \| \| Дом в Лава около Нунциата, Сицилия \| литография \| 1936 \| \| Венеция \| гравюра \| 1936 \| \| Натюрморт и улица \| продольная ксилография \| 1937 \| \| Метаморфоза I \| продольная ксилография \| 1937 \| \| Развитие \| продольная ксилография \| 1937 \| \| День и ночь \| продольная ксилография \| 1938 \| \| Небо и вода I \| продольная ксилография \| 1938 \| \| Небо и вода II \| литография \| 1938 \| \| Цикл \| литография \| 1938 \| \| Вход в Старую Церковь, Делфт \| продольная ксилография \| 1939 \| \| Делфт с башни Старой Церкви \| продольная ксилография \| 1939 \| \| Развитие II \| продольная ксилография \| 1939 \| \| Остпоорт, Делфт \| продольная ксилография \| 1939 \| \| Новая церковь, Делфт \| продольная ксилография \| 1939 \| \| Ратуша, Делфт \| продольная ксилография \| 1939 \| \| Канал Фолдерсграхт, Делфт \| продольная ксилография \| 1939 \| \| Метаморфоза II \| продольная ксилография \| 1939—1940 \| \| Экслибрис для доктора П. Травальино \| поперечная ксилография \| 1940 \| |                        |           |
| Название | Форма                  | Год       |
| Снег | литография             | 1936      |
| Колючий цветок | поперечная ксилография | 1936      |
| Дом в Лава около Нунциата, Сицилия | литография             | 1936      |
| Венеция | гравюра                | 1936      |
| Натюрморт и улица | продольная ксилография | 1937      |
| Метаморфоза I | продольная ксилография | 1937      |
| Развитие | продольная ксилография | 1937      |
| День и ночь | продольная ксилография | 1938      |
| Небо и вода I | продольная ксилография | 1938      |
| Небо и вода II | литография             | 1938      |
| Цикл | литография             | 1938      |
| Вход в Старую Церковь, Делфт | продольная ксилография | 1939      |
| Делфт с башни Старой Церкви | продольная ксилография | 1939      |
| Развитие II | продольная ксилография | 1939      |
| Остпоорт, Делфт | продольная ксилография | 1939      |
| Новая церковь, Делфт | продольная ксилография | 1939      |
| Ратуша, Делфт | продольная ксилография | 1939      |
| Канал Фолдерсграхт, Делфт | продольная ксилография | 1939      |
| Метаморфоза II | продольная ксилография | 1939—1940 |
| Экслибрис для доктора П. Травальино | поперечная ксилография | 1940      |

| \| Название \| Форма \| Год \| \| -------------------------------------- \| -------------------------------- \| --------- \| \| Рыба \| продольная ксилография \| 1941 \| \| Заполнение плоскости рептилиями \| продольная ксилография \| 1941 \| \| Verbum \| литография \| 1942 \| \| Рептилии \| литография \| 1943 \| \| Муравей \| литография \| 1943 \| \| Одуванчик I \| поперечная ксилография \| 1943 \| \| Одуванчик II \| поперечная ксилография \| 1943 \| \| Встреча \| литография \| 1944 \| \| Балкон \| литография \| 1945 \| \| Дорические колонны \| поперечная ксилография \| 1945 \| \| Три сферы I \| поперечная ксилография \| 1945 \| \| Диплом Временной Академии в Эйндховене \| продольная ксилография \| 1945 \| \| Всадники \| продольная ксилография \| 1946 \| \| Глаз \| меццо-тинто \| 1946 \| \| Магическое зеркало \| литография \| 1946 \| \| Три сферы II \| литография \| 1946 \| \| Мумифицированная лягушка \| меццо-тинто \| 1946 \| \| Новогодняя поздравительная открытка \| продольная ксилография \| 1947 \| \| 1-й этаж галереи \| меццо-тинто \| 1946—1949 \| \| Вверху и внизу \| литография \| 1947 \| \| Другой мир II \| продольно-поперечная ксилография \| 1947 \| \| Росинка \| меццо-тинто \| 1948 \| \| Учиться для Звёзд \| продольная ксилография \| 1948 \| \| Звёзды \| поперечная ксилография \| 1948 \| \| Капля росы \| меццо-тинто \| 1948 \| \| Солнце и луна \| гравюра \| 1948 \| \| Рисующие руки \| литография \| 1948 \| \| Новогодняя поздравительная открытка \| гравюра \| 1949 \| \| Заполнение пространства птицами \| поперечная ксилография \| 1949 \| \| Мозаичный узор: птицы \| поперечная ксилография \| 1949 \| \| Морские раковины \| меццо-тинто \| 1949 \| \| Рыбы и лягушки \| поперечная ксилография \| 1949 \| \| Двойной астероид \| поперечная ксилография \| 1949 \| \| Бабочки \| продольная ксилография \| 1950 \| \| Покрытая рябью поверхность \| литография \| 1950 \| \| Порядок и хаос \| литография \| 1950 \| \| Дьяволы (виньетка) \| поперечная ксилография \| 1950 \| \| Дом с лестницей \| литография \| 1951 \| \| Дом с лестницей II \| литография \| 1951 \| \| Мозаика I \| меццо-тинто \| 1951 \| \| Скручивайся! \| литография \| 1951 \| \| Судьба \| литография \| 1951 \| \| Замощение плоскости рыбой и птицей \| литография \| 1951 \| \| Гравитация \| литография \| 1952 \| \| Две пересекающиеся плоскости \| продольная ксилография \| 1952 \| \| Дракон \| гравюра \| 1952 \| \| Лужа \| продольная ксилография \| 1952 \| \| Членение пространства кубами \| литография \| 1952 \| \| Концентрические сферы \| поперечная ксилография \| 1953 \| \| Относительность \| литография \| 1953 \| \| Спирали \| поперечная ксилография \| 1953 \| \| Три пересекающиеся плоскости \| продольная ксилография \| 1954 \| \| Экслибрис для A. R. A. Вертхайма \| продольная ксилография \| 1954 \| \| Четырёхгранный астероид \| продольная ксилография \| 1954 \| |                                  |           |
| Название | Форма                            | Год       |
| Рыба | продольная ксилография           | 1941      |
| Заполнение плоскости рептилиями | продольная ксилография           | 1941      |
| Verbum | литография                       | 1942      |
| Рептилии | литография                       | 1943      |
| Муравей | литография                       | 1943      |
| Одуванчик I | поперечная ксилография           | 1943      |
| Одуванчик II | поперечная ксилография           | 1943      |
| Встреча | литография                       | 1944      |
| Балкон | литография                       | 1945      |
| Дорические колонны | поперечная ксилография           | 1945      |
| Три сферы I | поперечная ксилография           | 1945      |
| Диплом Временной Академии в Эйндховене | продольная ксилография           | 1945      |
| Всадники | продольная ксилография           | 1946      |
| Глаз | меццо-тинто                      | 1946      |
| Магическое зеркало | литография                       | 1946      |
| Три сферы II | литография                       | 1946      |
| Мумифицированная лягушка | меццо-тинто                      | 1946      |
| Новогодняя поздравительная открытка | продольная ксилография           | 1947      |
| 1-й этаж галереи | меццо-тинто                      | 1946—1949 |
| Вверху и внизу | литография                       | 1947      |
| Другой мир II | продольно-поперечная ксилография | 1947      |
| Росинка | меццо-тинто                      | 1948      |
| Учиться для Звёзд | продольная ксилография           | 1948      |
| Звёзды | поперечная ксилография           | 1948      |
| Капля росы | меццо-тинто                      | 1948      |
| Солнце и луна | гравюра                          | 1948      |
| Рисующие руки | литография                       | 1948      |
| Новогодняя поздравительная открытка | гравюра                          | 1949      |
| Заполнение пространства птицами | поперечная ксилография           | 1949      |
| Мозаичный узор: птицы | поперечная ксилография           | 1949      |
| Морские раковины | меццо-тинто                      | 1949      |
| Рыбы и лягушки | поперечная ксилография           | 1949      |
| Двойной астероид | поперечная ксилография           | 1949      |
| Бабочки | продольная ксилография           | 1950      |
| Покрытая рябью поверхность | литография                       | 1950      |
| Порядок и хаос | литография                       | 1950      |
| Дьяволы (виньетка) | поперечная ксилография           | 1950      |
| Дом с лестницей | литография                       | 1951      |
| Дом с лестницей II | литография                       | 1951      |
| Мозаика I | меццо-тинто                      | 1951      |
| Скручивайся! | литография                       | 1951      |
| Судьба | литография                       | 1951      |
| Замощение плоскости рыбой и птицей | литография                       | 1951      |
| Гравитация | литография                       | 1952      |
| Две пересекающиеся плоскости | продольная ксилография           | 1952      |
| Дракон | гравюра                          | 1952      |
| Лужа | продольная ксилография           | 1952      |
| Членение пространства кубами | литография                       | 1952      |
| Концентрические сферы | поперечная ксилография           | 1953      |
| Относительность | литография                       | 1953      |
| Спирали | поперечная ксилография           | 1953      |
| Три пересекающиеся плоскости | продольная ксилография           | 1954      |
| Экслибрис для A. R. A. Вертхайма | продольная ксилография           | 1954      |
| Четырёхгранный астероид | продольная ксилография           | 1954      |

| \| Название \| Форма \| Год \| \| ---------------------------------- \| -------------------------------- \| --------- \| \| Выпуклость и вогнутость \| литография \| 1955 \| \| Глубина \| гравюра \| 1955 \| \| Освобождение \| литография \| 1955 \| \| Спираль \| продольно-поперечная ксилография \| 1955 \| \| Три мира \| литография \| 1955 \| \| Бесконечное единение \| литография \| 1956 \| \| Выставка гравюр \| литография \| 1956 \| \| Лебеди \| гравюра \| 1956 \| \| Деление \| продольная ксилография \| 1956 \| \| Меньше и меньше \| продольно-поперечная ксилография \| 1956 \| \| Водовороты \| продольно-поперечная ксилография \| 1957 \| \| Куб с волшебными лентами \| литография \| 1957 \| \| Мозаика II \| литография \| 1957 \| \| Бельведер \| литография \| 1958 \| \| Дорога жизни II \| гравюра \| 1958 \| \| Предел — круг I \| гравюра \| 1958 \| \| Сферическая поверхность с рыбами \| продольная ксилография \| 1958 \| \| Сферические спирали \| продольная ксилография \| 1958 \| \| Плоские черви \| литография \| 1959 \| \| Предел — круг II \| продольная ксилография \| 1959 \| \| Предел — круг III \| продольная ксилография \| 1959 \| \| Рыбы и чешуйки \| гравюра \| 1959 \| \| Предел — круг IV (Рай и ад) \| продольная ксилография \| 1960 \| \| Спускаясь и поднимаясь \| литография \| 1960 \| \| Водопад \| литография \| 1961 \| \| Лента Мёбиуса I \| продольно-поперечная ксилография \| 1961 \| \| Лента Мёбиуса II (Красные Муравьи) \| продольная ксилография \| 1963 \| \| Предел-квадрат \| гравюра \| 1964 \| \| Узлы \| продольная ксилография \| 1965 \| \| Дорога жизни III \| продольная ксилография \| 1966 \| \| Метаморфоза III \| продольная ксилография \| 1967—1968 \| \| Змеи \| продольная ксилография \| 1969 \| |                                  |           |
| Название | Форма                            | Год       |
| Выпуклость и вогнутость | литография                       | 1955      |
| Глубина | гравюра                          | 1955      |
| Освобождение | литография                       | 1955      |
| Спираль | продольно-поперечная ксилография | 1955      |
| Три мира | литография                       | 1955      |
| Бесконечное единение | литография                       | 1956      |
| Выставка гравюр | литография                       | 1956      |
| Лебеди | гравюра                          | 1956      |
| Деление | продольная ксилография           | 1956      |
| Меньше и меньше | продольно-поперечная ксилография | 1956      |
| Водовороты | продольно-поперечная ксилография | 1957      |
| Куб с волшебными лентами | литография                       | 1957      |
| Мозаика II | литография                       | 1957      |
| Бельведер | литография                       | 1958      |
| Дорога жизни II | гравюра                          | 1958      |
| Предел — круг I | гравюра                          | 1958      |
| Сферическая поверхность с рыбами | продольная ксилография           | 1958      |
| Сферические спирали | продольная ксилография           | 1958      |
| Плоские черви | литография                       | 1959      |
| Предел — круг II | продольная ксилография           | 1959      |
| Предел — круг III | продольная ксилография           | 1959      |
| Рыбы и чешуйки | гравюра                          | 1959      |
| Предел — круг IV (Рай и ад) | продольная ксилография           | 1960      |
| Спускаясь и поднимаясь | литография                       | 1960      |
| Водопад | литография                       | 1961      |
| Лента Мёбиуса I | продольно-поперечная ксилография | 1961      |
| Лента Мёбиуса II (Красные Муравьи) | продольная ксилография           | 1963      |
| Предел-квадрат | гравюра                          | 1964      |
| Узлы | продольная ксилография           | 1965      |
| Дорога жизни III | продольная ксилография           | 1966      |
| Метаморфоза III | продольная ксилография           | 1967—1968 |
| Змеи | продольная ксилография           | 1969      |

#### Книги, иллюстрированные Эшером
- A. P. van Stolk. Flor de Pascua. — Baarn, 1921.
- E. E. Drijfhout. XXIV Emblemata dat zijn zinne-beelden. — Bussum, 1932.
- J. Walch. De vreeselijke avonturen van Scholastica. — Bussum, 1933.

#### Книги, написанные Эшером
- M. C. Escher. Regelmatige vlakverdeling. — Utrecht, 1958.
- M. C. Escher. Grafiek en tekeningen. — Zwolle, 1959.
- M. C. Escher. The graphic work of M. C. Escher. — New York, 1961.
- R. Escher, M. C. Escher. Bewegingen en metamorfosen. Een briefwisseling. — Amsterdam, 1985.

## Семья
У Эшера было три сына: Джордж (1926), Артур (1928) и Ян (1938). Старший из них, Джордж, регулярно читает лекции о творчестве отца.

## Память
- В честь Эшера назван открытый в 1985 году астероид[38].
- На стене пансиона в Равелло, где останавливался Эшер и где он, в частности, встретил свою будущую жену, установлена мемориальная доска[L 15].